# 默克尔色票
“默克尔色票”，又称“默克尔多色调”或“默克尔彩虹”，是由荷兰平面设计师诺尔特耶·范·埃克伦（Noortje van Eekelen）收集的德国前总理安格拉·默克尔照片合集。 它包含按照默克尔所穿夹克颜色排列成图表，方式类似于彩通（Pantone）色卡。 默克尔色票还附带有照片拍摄地点和相关说明。
默克尔色票由100张默克尔在新闻中的照片组成，成为默克尔最广为人知的象征之一。默克尔色票也产生了许多变体和模仿品。 该项目通过社交媒体迅速走红并获得了相当大的关注 ，并被许多国际网站、杂志     和报纸注意到，如《衛報》   《纽约时报》和《每日电讯报》 。 

## 背景
默克尔色票是“悲剧奇观”项目的一部分，“悲剧奇观” 是一个收集图片的网站，这些照片主要是与欧元区危机有关的政治家们的。该项目是范·埃克伦在阿姆斯特丹桑德伯格研究所硕士课程设计的一部分，是对欧元区危机的讽刺。 该项目通过多种学科在多个方面来探讨欧元区危机，如时尚、    艺术、 设计、    新闻、   政治、   和经济学。  “悲剧奇观”的目的是通过“用视觉讲述政治家们应对欧元危机的故事”，为读者提供一个反思欧元危机的平台，并让读者“洞察他们不负责任的行为”。 该项目可以被解读为一种幽默  。
与许多女性公众人物不同的是，默克尔以一直穿着正式服装而闻名。2014年，德国报纸《图片报》称赞了默克尔的这一点。  